# Esborn
Esborn ist ein ländlicher Stadtteil von Wetter (Ruhr) im Ennepe-Ruhr-Kreis, Nordrhein-Westfalen (Deutschland). Zu Esborn gehören auch der Ortsteil und Siedlungsschwerpunkt Albringhausen mit der Gemeinschaftsgrundschule Esborn, die alte Bauerschaft Voßhöfen und die Hofstelle Sackern.

## Geographie
Der Stadtteil entspricht der Gemarkung 1346 Esborn, die eine Fläche von rund 9,97 km² umfasst. Esborn liegt im Westen der Stadt Wetter und ist umgeben – von Norden ausgehend im Uhrzeigersinn – von den Wetteraner Gemarkungen Wengern und Grundschöttel (Stadtteil Volmarstein), der Gevelsberger Gemarkung Silschede, der Sprockhöveler Gemarkung Hiddinghausen und der Wittener Gemarkung Vormholz.
Der höchste Punkt in der Gemarkung ist die Anhöhe Am Hülsey (253 m ü. NN); der nördlich von Voßhöfen liegende Höstreichberg (243 m ü. NN) gehört ebenfalls zu Esborn. Die beiden mit jeweils 112 m ü. NN tiefsten Punkte befinden sich an den Bachbetten von Elbsche und Schmalenbecke.
An der Stadtgrenze zu Witten gehört ein Teil des gemeindeübergreifenden Naturschutzgebiets Elbschebach Witten Bommerholz zur Gemarkung. Weite Teile von Esborn liegen außerdem in den beiden Landschaftsschutzgebieten Bommerholz, Elbschebach, Böllberg, Brunsberg und Brasberg, Höstreichberg, Nockenbach, Elbsche, Teimbecke, Lindenbecke, Stollenbach, Schlebuscher Berg.

## Geschichte

### Siedlungsname
Der heutige Ortsname Esborn geht zurück auf die beiden Wortbestandteile ever (mnd. für Eber) und -berg (as. mnd. für Berg). Frühe Nennungen des Ortes lauten u. a. Eversberige (1291/92), Eversberg (1306), Eversbern (1323), Eversbergen (1336/37), Eversberger burschop (1486) und Esberer Baurschafft (1705).

### Neuzeit

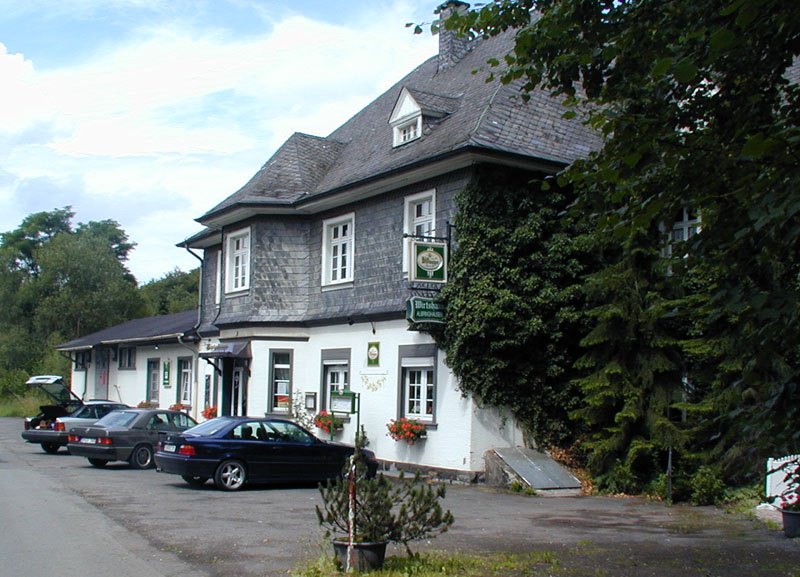
Ehemaliger Bahnhof Albringhausen, heute Gastronomiebetrieb

Anfang des 20. Jahrhunderts wurde die Elbschetalbahn gebaut und in Esborn wurde der Bahnhof Albringhausen errichtet. Die Strecke wurde Anfang der 1980er Jahre stillgelegt.
Bis 1969 war Esborn eine dem Amt Volmarstein zugehörige Gemeinde. Am 1. Januar 1970 erfolgte die Eingemeindung in die Stadt Wetter (Ruhr) durch das Gesetz zur Neugliederung des Ennepe-Ruhr-Kreises; das Amt Volmarstein wurde aufgelöst.

### Bergbaugeschichte

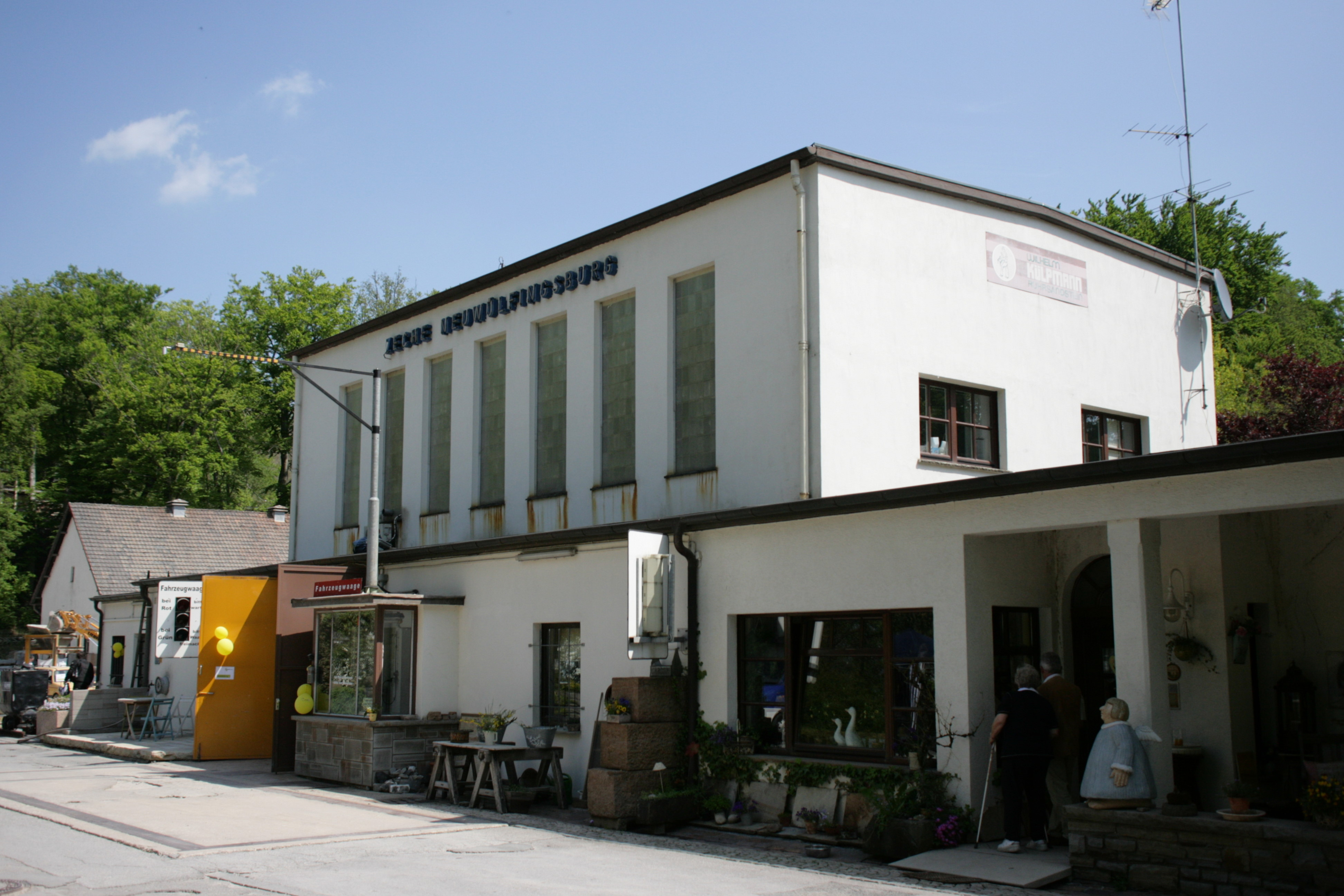
Alte Waschkaue der Zeche Neu-Wülfingsburg in Albringhausen

Im Esborner Gebiet gab es mehrere Zechen, u. a.:
- Zeche Argus, Albringhausen
- Zeche Flachsteich, am Brunsberg
- Zeche Fredholder Bank, am Hülsey an der Grenze zu Grundschöttel und Silschede
- Zeche Freier Vogel, Blumental
- Zeche Lilie, zwischen Blumental und Sandberg an der Grenze zu Wengern
- Zeche Löwe, am Hülsey an der Grenze zu Grundschöttel
- Zeche Malakoff, Albringhausen
- Zeche Neu-Wülfingsburg, Albringhausen
- Zeche St. Georg, westlich vom Höstreichberg
- Zeche Trappe, am Hülsey an der Grenze zu Grundschöttel und Silschede
- Zeche Vereinigte Friedrich Wilhelm, nahe der Elbsche an der Grenze zu Wengern
- Zeche Vereinigte Knappschaft & Vogelsang, Albringhausen

## Sehenswürdigkeiten

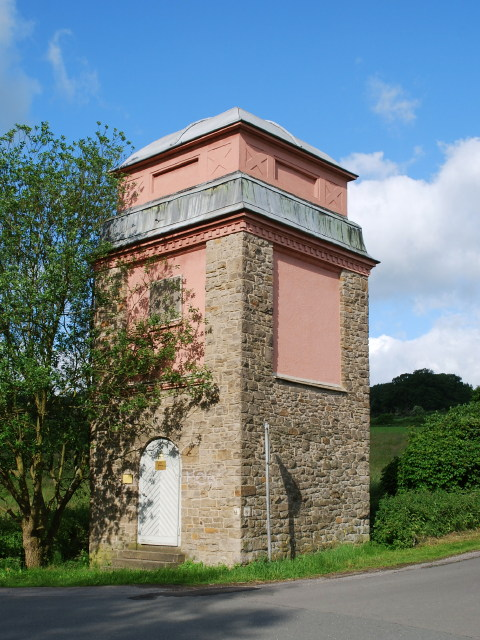
Denkmalgeschützte 10-kV-Station an der Ecke Esborner Straße/Böllbergstraße

In der Denkmalliste von Wetter sind sechs Bauwerke eingetragen, die sich auf Esborner Gebiet befinden: zwei Trafostationen, zwei Bauernhöfe, ein Fachwerkhaus und ein Bruchsteinhaus der ehemaligen Zeche Trappe.
Außerdem erinnert in Esborn am Kreuzweg (Ecke Esborner Straße/Albringhauser Straße, Nähe Sackern) ein Ehrenmal an die Gefallenen der beiden Weltkriege.

## Vereine
In Esborn gibt es den TuS Esborn, mehrere Gesangsvereine, einen Brieftaubenzuchtverein und einen Geflügelzuchtverein. Die Löschgruppe Esborn gehört zur Freiwilligen Feuerwehr Wetter.

## Persönlichkeiten
Personen, die in Esborn wirken oder gewirkt haben:
- Frank Hasenberg (* 1964), Bürgermeister von Wetter, in Esborn aufgewachsen, Vorsitzender des SPD-Ortsvereins Esborn
- Raphael Koczor (* 1989), Fußballtorwart, spielte in seiner Jugend u. a. beim TuS Esborn